# إفراز مهبلي
الإفراز المهبلي(1) هو خليطٌ من السوائل والخلايا والبكتيريا التي تُزلق وتحمي المَهبل. يُنتج هذا الخليط باستمرارٍ بواسطة خلايا المَهبل وعنق الرحم، ويُخرج من الجسم عبر الفتحة المهبلية. يختلفُ تكوين وكمية ونوعية الإفراز بين الإناث، ويختلف أيضًا خلال المراحل المختلفة من التطور الجنسي والإنجابي. قد يكون الإفراز المهبلي الطبيعي إما رقيقًا ذو اتساقٍ مائي أو ثخينًا ذو اتساقٍ لَزج، كما قد يكون صافيًا أو أبيضَ اللون. قد يكون الإفراز المهبلي الطبيعي كبيرًا في الحجم، ولكن عادةً لا يُكون له أيُ رائحةٍ قوية، ولا يرافقه حكةٌ أو ألم.
تُمثل مُعظم إفرازات الجسم الوظيفة الطبيعية للجسم، حيثُ أنَّ تغيرًا بسيطًا في الإفراز قد يعكسُ وجود عدوى أو حالاتٍ مرضية أُخرى. تُوجد العديد من العداوى التي قد تُسبب تغيرًا في الإفرازِ المَهبلي، وتتضمن العداوى المهبلية بالخميرة، والتهاب المهبل البكتيري، والأمراض المنقولة جنسيًا. تختلفُ خصائص الإفراز المَهبلي غير الطبيعي تبعًا للسبب، ولكن تُوجد ميزاتٌ شائعة، وتشمل تغيرَ اللون، ووجود رائحةٍ كريهة، وظهور بعض الأعراض المرتبطة مثل الحكة والحرق وآلام الحوض أو الألم أثناء الجماع.

## الإفراز الطبيعي

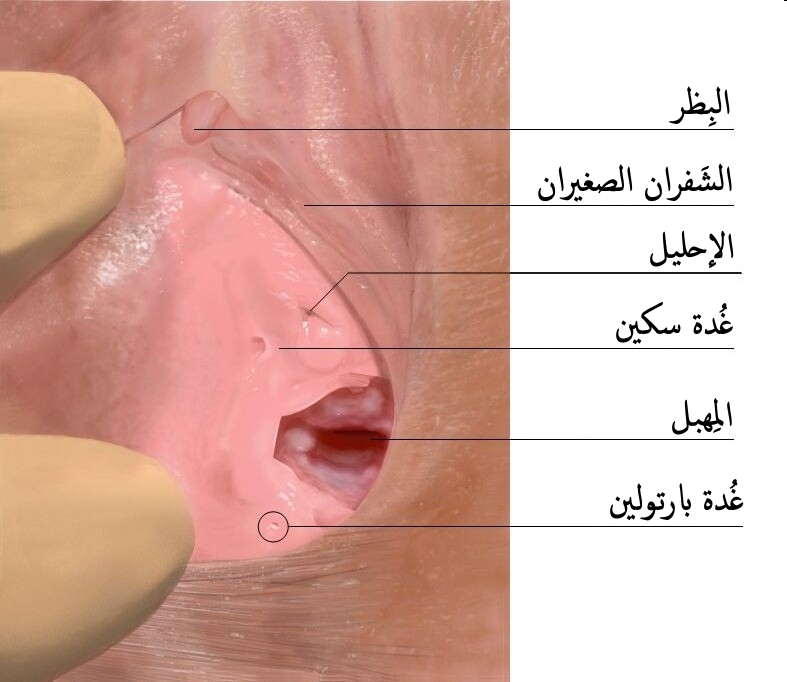
الغدد الأنثوية (غدة سكين وغدة بارتولين)

يتكون الإفراز المَهبلي الطبيعي من مُخاط عنقي وسوائل مهبلية وبكتيريا وخلايا منفصلة من المَهبل والعنق. يتكون مُعظم سائل الإفراز المَهبلي من مخاطٍ تنتجه غدد عنق الرحم، أما الجزء المُتبقي فيتكون من رشحاتٍ من الجدران المَهبلية وإفرازاتٍ من الغدد (غدة سكين وغدة بارتولين). يتكون الجزء الصَلب من خلايا ظهارية تقشرية من جدار المَهبل وعنق الرحم، بالإضافة إلى بعض البكتيريا الموجودة في المَهبل، وهذه البكتيريا عادةً لا تُسبب أيَ أمراضٍ، ولكن على العكس قد تحمي الفرد من البكتيريا الغزوية والعداوى الأُخرى؛ وذلك عبر إنتاج موادٍ مثل حمض اللاكتيك وبيروكسيد الهيدروجين والتي تُثبط نُمو الأنواع البكتيرية الأُخرى. قد يختلفُ تكوين البكتيريا في المَهبل (نبيت مهبلي)، ولكن الأكثر شيوعًا هي العصيات اللبنية. يُوجد في المتوسط حوالي 108 إلى 109 بكتيريا لكل مليلتر من الإفراز المَهبلي.
يكون الإفراز المهبلي الطبيعي صافيًا أبيضًا أو أبيضًا فاتحًا. قد يتنوع اتساق الإفراز المهبلي الطبيعي من حليبي إلى كُتلٍ، وعادةً توجد رائحةٌ طفيفة أو لا تُوجد أصلًا. تتجمع غالبية الإفرازات في الجُزء الأعمق من المَهبل (القبو المهبلي الخلفي)، كما تطُرح من الجسم على مدار اليوم بواسطة قوة الجاذبية. تُنتج المرأة المثالية في سن الإنجاب حوالي 1.5 غرام (نصف ملعقة صغيرة) من الإفراز المَهبلي يوميًا.
أثناء الإثارة والاتصال الجنسي، تزداد كمية السوائل في المَهبل بسبب احتقان الأوعية الدموية المُحيطة بالمهبل، حيثُ يؤدي هذا الاحتقان إلى زيادة حجم الرشحات من جدران المَهبل. تمتلك الرشحات درجة حموضة مُعتدلة، وبالتالي زيادة إنتاجها قد يؤدي مؤقتًا إلى جعل درجة الحموضة المهبلية أكثر اعتدالًا. يمتلك السائل المنوي درجة حموضة قاعدية، وبالتالي يمكنه مُعادلة حموضة المهبل لمدة تصل إلى 8 ساعات.
يَتغير تكوين وكمية الإفراز المهبلي في الفرد بمراحل الحياة المختلفة؛ وذلك نتيجةً للتطور الجنسي والإنجابي.

### مرحلة الرضاعة
قد يحدثُ الإفراز المهبلي في الرُضع أحيانًا في الأيام القليلة الأولى بعد الولادة؛ بسبب التعرض للإستروجين أثناء الوجود في الرحم. قد تكون إفرازات الرُضع المهبلية صافيةً أو بيضاء مع خليطٍ مُخاطي، أو قد تكون دموية بسبب الانفصال العابر الطبيعي لبطانة الرحم.

### مرحلة الطفولة
يكون مهبل الفتيات قبل البُلوغ رقيقًا ويحتوي على نبيتاتٍ بكتيرية مُختلفة. يكون الإفراز المَهبلي قليلًا في الفتيات قبل البلوغ، وتتراوح درجة حُموضته من الاعتدال إلى القاعدية ما بين 6 إلى 8. تُهيمن أنواع المكورة العنقودية على الوجود البكتيري في الفتيات قبل البلوغ، كما تُوجد مجموعةٌ من اللاهوائيات والمكورات المعوية والإشريكية القولونية والعصيات اللبنية.

### البلوغ
أثناء مرحلة البلوغ، يبدأ المبيضين بإنتاج هرمون الإستروجين. حتى قبل بداية الحيض (حتى 12 شهرًا من بدء الإحاضة، بالتحديد في نفس الوقت الذي تتطور فيه النهود)، فإنَّ الإفراز المهبلي تزداد كميته، ويتغير تركيبه. يؤدي الإستروجين إلى نضوج الأنسجة المهبلية، مما يؤدي إلى إنتاج الغلايكوجين بواسطة الخلايا الظهرانية في المهبل، حيث تساعد المستويات العالية من الغلايكوجين في قناة المهبل في دعم نمو الملبنات (عصيات لبنية) لتُصبح أكثر من الأنواع البكتيرية الأخرى. عندما تستعمل الملبنات الغلايكوجين كمصدرٍ للطعام، فإنها تحوله إلى حمض اللبنيك. لذلك، غلبة وجود العصيات اللبنية في القناة المهبلية يُكون بيئةً أكثر حامضية. حقيقةً، إن درجة الحموضة في المهبل والإفرازات المهبلية بعد البلوغ تتراوح بين 3.5 إلى 4.7.

### الدورة الشهرية

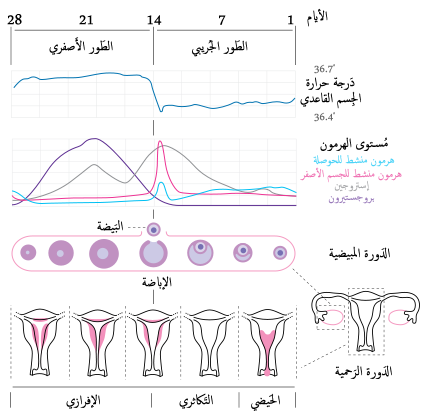
الدورة الشهرية

يتغير مقدار واتساق الإفرازات المهبلية مع تقدم مراحل الدورة الشهرية، ففي الأيام التالية للحيض مباشرةً، تكون الإفرازات المهبلية ضئيلةً، ذات قوامٍ سميكًا ولزج. عند اقتراب مرحلة الإباضة، تؤدي مستويات الإستروجين العالية إلى زيادةٍ في الإفرازات المهبلية، تكون الزيادة في كمية الإفرازات عند الإباضة أكبر بحوالي 30 مرة من الكمية الناتجة مباشرةً بعد الحيض. كما تتغير الإفرازات أيضًا في اللون والاتساق خلال هذا الوقت، وتصبح خاليةً مع اتساقٍ مرن. بعد الإباضة تزداد مستويات هرمون البروجستيرون في الجسم، مما يؤدي إلى انخفاضٍ في كمية الإفرازات المهبلية، كما تُصبح سميكةً لزجةً في الاتساق، معتمةً في اللون. يستمر الإفراز المهبلي في الانخفاض بعد نهاية الإباضة وحتى نهاية الحيض، ثم بعد الحيض يبدأ في الارتفاع مرةً أخرى.

### الحمل
أثناء الحمل، يزدادُ حجم الإفرازات المهبلية نتيجةً لزيادة مستويات هرمون الإستروجين والبروجستيرون في الجسم. عادةً ما يكون الإفراز المهبلي أبيض أو رمادي قليلًا، وقد يكون له رائحة عفنة. لا يحتوي إفراز الحمل الطبيعي على دم ولا يسبب حكة. درجة الحموضة في الإفرازات المهبلية في الحمل تميل إلى أن تكون أكثر حامضية من المعتاد بسبب زيادة إنتاج حمض اللبنيك، حيثُ تساعد هذه البيئة الحامضية على توفير الحماية من العديد من الإصابات، على الرغم من أنها على العكس من ذلك تجعل النساء أكثر عرضة للإصابة بعدوى الخميرة المهبلية.

### انقطاع الحيض
يؤدي انخفاضٌ مستويات هرمون الإستروجين مع انقطاع الحيض إلى عودة المهبل لنفس حالته قبل البلوغ، خصوصًا بأنَّ الأنسجة المهبلية تعود رقيقةً وتصبح أقل مرونةً، كما يقل تدفق الدم إلى المهبل. تحتوي الخلايا الظهارية السطحية على غليكوجين أقل. مع انخفاض مستويات الغليكوجين، يقل عدد العصيات اللبنية، ولاحقًا ينخفض الرقم الهيدروجيني إلى 6.0-7.5. تقل الكمية الإجمالية للإفرازات المهبلية في سن انقطاع الحيض، وعلى الرغم أنَّ هذا الأمر طبيعي، إلا أنهُ قد يؤدي إلى أعراضٍ كالجفاف والألم أثناء الجماع الجنسي. غالبًا يمكن علاج هذه الأعراض باستعمال المرطبات المهبلية أو كريمات الهرمونات المهبلية.

## الإفراز غير الطبيعي
يمكن أن يحدث الإفراز غير الطبيعي في عددٍ من الحالات، والتي تشملُ التهاباتٍ واختلالاتٍ في النبيتات المهبلية أو الرقم الهيدروجيني. قد تحدثُ الإفرازات المهبلية غير الطبيعية دون سببٍ معروف. قامت دراسةٌ حول النساء اللائي يذهبنَّ إلى العيادات مع مخاوفٍ لديهن بشأن الإفرازات المهبلية أو الرائحة الكريهة لديهن، فوجدَ أن 34% منهن مصاباتٌ بالتهاب المهبل البكتيري و23% لديهن داء المبيضات المهبلي (عدوى الخميرة). وجدَ أنَّ 32% من المرضى يعانون من التهاباتٍ منقولة جنسيًا والتي تتضمن الكلاميديا، السيلان، المشعرة، أو الهربس التناسلي. قد يكون من الصعب تشخيصُ سبب الإفرازات المهبلية غير الطبيعية، وذلك على الرغم من أنه يمكن استخدام اختبار هيدروكسيد البوتاسيوم أو تحليل درجة الحموضة المهبلية. عند حدوث إفرازٍ غير طبيعي بسبب الحرق أو التهيج أو الحكة في الفرج، فإنهُ يطلق عليه التهاب المهبل. من أكثر الأسباب شيوعًا للإفراز المهبلي غير الطبيعي ما يلي

### التهاب المهبل البكتيري

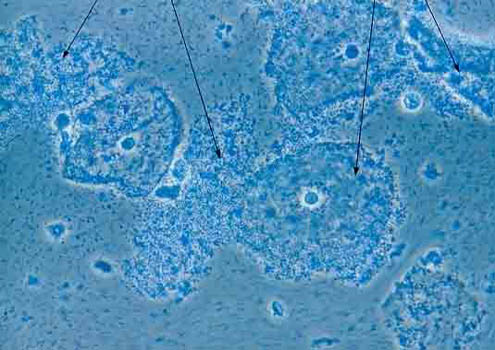
صورة مجهرية للبكتيريا المهبلية

التهاب المهبل البكتيري هو عدوى ناتجةٌ عن تغييراتٍ في النبيتات المهبلية (الكائنات الحية الدقيقة التي تعيش في المهبل)، ويُعتبر السبب الأكثر شيوعًا للإفرازات المهبلية المرضِية لدى النساء في سن الإنجاب، حيثُ يمثل حوالي 40-50% من الحالات. يُعاني المهبل في الالتهاب البكتيري من انخفاضٍ في بكتيريا العصيات اللبنية، مع زيادةٍ نسبية في عدد كبير من البكتيريا اللاهوائية والتي تكون مُعظمها من الغاردنريلة المهبلية، ويؤدي عدم التوازن هذا إلى إفرازاتٍ مهبليةٍ مميزةٍ يُعاني منها مرضى التهاب المهبل البكتيري، حيث تكون الإفرازات ذات رائحةٍ سمكيةٍ قويةٍ مميزة، والتي تسببها الزيادة النسبية في البكتيريا اللاهوائية، في بعض الأحيان قد تكون الإفرازات رقيقةً رماديةً، أو خضراء، كما قد تكون مصحوبةً بحرق أثناء التبول، ونادرًا قد تحدث حكة. الأسبابُ الدقيقة لاضطراب النبيتات المهبلية والتي تؤدي إلى الإصابة بالتهاب المهبل البكتيري غير معروفةٍ تمامًا، ولكن على الرغم من هذا، إلا أنهُ تُوجد عوامل تؤدي إلى الإصابة بالتهاب المهبل البكتيري، وتشمل استخدام المضادات الحيوية، وممارسة الجنس دون وقاية، والتشطيف، واستخدام أجهزة منع الحمل داخل الرحم (IUD). لا يُعتبر التهاب المهبل البكتيري من الأمراض المنقولة جنسيًا، كما أنَّ دور الجنس فيه غير معروف. يُشخص التهاب المهبل البكتيري بواسطة مقدم الرعاية الصحية بناءً على خصائص الإفرازات، فتكون درجة حموضتها أكثر من 4.5 مع وجود خلايا مفتاح الحل (clue cell) تحت المجهر، ورائحة مميزة سمكية عندما توضع الإفرازات على شريحة وتخلط مع هيدروكسيد البوتاسيوم (اختبار ويف أو اختبار النفحة). يُعتبر استعمال صبغة غرام المعيار الذهبي في تشخيص التهاب المهبل البكتيري، حيثُ تُظهر نقصًا نسبيًا في العصيات اللبنية ومجموعةٍ متنوعةٍ من الميكروبات من العُصيات سالبة الغرام والعُصيات مُتغيرة الغرام والمكورات. يمكن علاج التهاب المهبل البكتيري بالمضادات الحيوية عن طريق الفم أو داخل المهبل، أو عن طريق الملبنة عبر الفم أو داخل المهبل.

### عدوى مهبلية بالخميرة

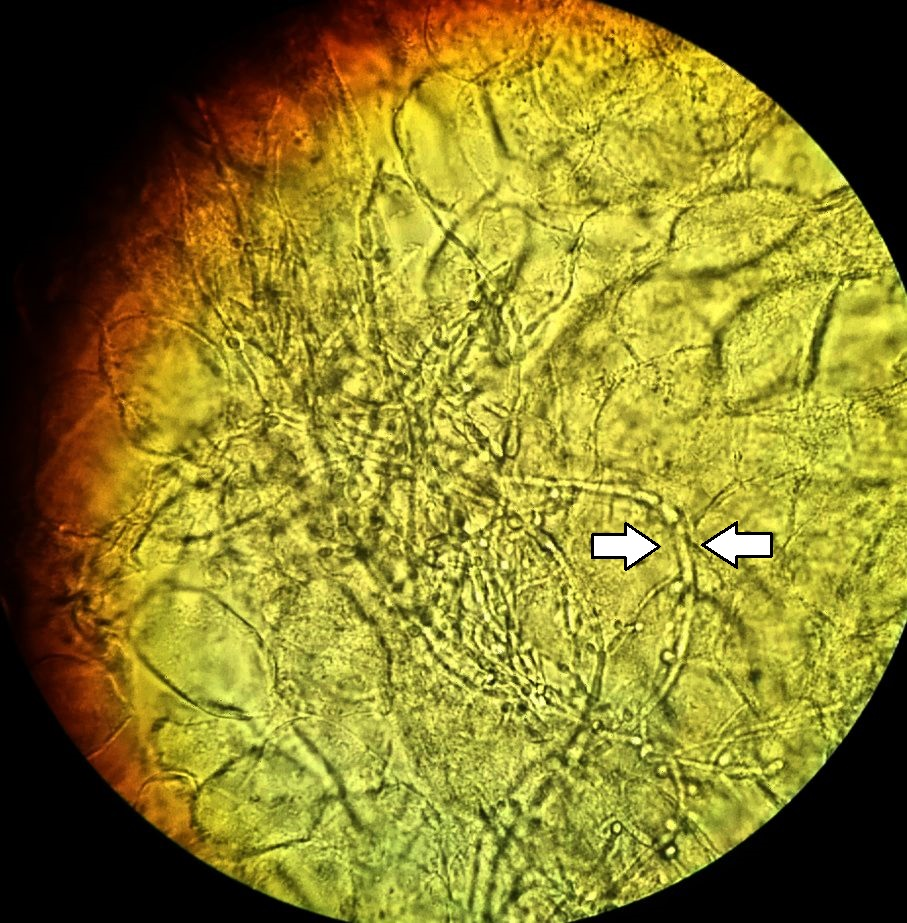
فحص مسحة مهبلية سائلة يظهر الخيطان الكاذبة الفطريات الداخلية البيضاء تحيط بها خلايا جلدية مِهبَلية مستديرة في حالة مصابة إصابة بالتهاب الفرج والمهبل بالمبيضات.

تنتج العدوى المهبلية بالخميرة عن فرط نمو المبيضات البيض أو الخميرة في المهبل، وهذه العدوى شائعةٌ نسبيًا مع أكثر من 75% من النساء قد عانينَ من عدوى خميرة واحدةٍ على الأقل في مرحلةٍ ما من حياتهن. هُناك عددٌ من عوامل الخطر لحدوث العدوى المهبلية بالخميرة وتشمل استخدام المضادات الحيوية الحديثة، ومرض السكري، وكبت المناعة، وزيادة مستويات هرمون الإستروجين، واستخدام بعض وسائل منع الحمل بما في ذلك الأجهزة داخل الرحم والحواجز والإسفنج. لا تنتقل العدوى عبر الاتصال الجنسي. ليس شرطًا وجود إفرازاتٍ مهبلية في العدوى بالخميرة، ولكن عند حدوثها عادةً ما تكون عديمة الرائحة سميكةً بيضاء اللون وملتفة. تُعتبر الحكة المهبلية أكثر الأعراض شيوعًا في التهاب المبيضات الفرجي المهبلي. قد تُعاني أيضًا من حرقةٍ ووجعٍ وتهيجٍ وألمٍ أثناء التبول أو ممارسة الجنس. يُشخص التهاب المبيضات الفرجي المهبلي عن طريق فحص عينةٍ مأخوذة من المهبل تحت المجهر، فتظهر الخيوط (خيوط الخميرة الفطرية)، يُمكن إجراء مزرعة. تجدرُ الإشارة أن الأعراض الموضحة أعلاه قد تكون موجودةً في عدواى مهبلية أخرى، لذلك يجب إجراء تشخيصٍ مجهري أو مزرعةٍ لتأكيد التشخيص. عادةً ما يُعالج بمضادات الفطريات داخل المهبل أو عبر الفم.

### داء المشعرات
داء المشعرات المهبلي هو عدوى تحصلُ عن طريق ممارسة الجنس، وترتبط بإفرازاتٍ مهبلية. يمكن أن تنتقل من القضيب إلى المهبل أو من المهبل إلى القضيب أو من المهبل إلى المهبل. غالبًا ما تكون الإفرازات في داء المشعرات خضراء مُصفرة اللون، وفي بعض الأحيان قد تكون رغويةُ ويمكن أن يكون لها رائحةٌ كريهة. من الأعراض الأُخرى حدوث حرقانٍ أو حكةٍ مهبلية، أو ألم عند التبول أو أثناء الاتصال الجنسي. يُشخص داء المشعرات من خلال فحص عينةٍ من الإفرازات تحت المجهر، حيثُ تظهر المشعرات متحركةً على الشريحة. على الرغم من هذا، إلا أنه في النساء المصابات بداء المشعرات، فإنَّ الكائن الحي عادةً عادة ما يُكتشف في 60-80% من الحالات فقط. يُمكن استعمال فحوصاتٍ أُخرى مثل مزارع الإفرازات أو مقايسة تفاعل سلسلة البوليميراز بهدف اكتشاف الكائن الحي. يُعالج داء المشعرات بجرعةٍ واحدةٍ من المضادات الحيوية عن طريق الفم، والأكثر شيوعًا هو الميترونيدازول أو التندازول.

### المتدثرة والسيلان
قد تُسبب المتدثرة والسيلان إفرازاتٍ مهبلية، وذلك على الرغم من أن هذه الالتهابات لا تسبب أعراضًا في أغلب الأحيان. عادةً ما تكون الإفرازات المهبلية في المتدثرة مملوءةً بالقيح، ولكن تجدر الإشارة إلى أنه في حوالي 80% من الحالات لا تسبب المتدثرة أي إفرازاتٍ. يمكن أن يتسبب السيلان أيضًا في إفرازاتٍ مهبلية مليئةٍ بالقيح، لكن السيلان لا يُظهر أعراضًا في 50% من الحالات. إذا كانت الإفرازات المهبلية مصحوبةً بألمٍ في الحوض، فهذا يوحي بوجود التهابٍ حوضي (PID)، وهي حالةٌ تكون فيها البكتيريا قد انتقلت إلى الجهاز التناسلي.

### أسباب أخرى
قد تؤدي الأجسام الغريبة إلى إفرازاتٍ مهبلية مُزمنةٍ ذات رائحةٍ كريهة، ومن أكثر الأجسام الغريبة شيوعًا في المراهقين والبالغين: السدادات القطنية وورق التواليت والأشياء المستخدمة في الإثارة الجنسية.

### قبل سن البلوغ
يُعتبر القلق من الإفرازات والرائحة المهبلية السبب الأكثر شيوعًا لذهاب الإناث قبل سن البلوغ إلى طبيب النساء، كما تختلف أسباب الإفرازات المهبلية غير الطبيعية لدى الفتيات قبل سن البلوغ عنها في البالغين، حيثُ عادةً ما ترتبط بعوامل نمط الحياة مثل التهيج بسبب استعمال صابونٍ قاسٍ أو الملابس الضيقة. يكون مهبل الفتيات قبل سن البلوغ (بسبب نقص هرمون الإستروجين) ذو جدرانٍ رقيقة ويحتوي على ميكروباتٍ حية مُختلفة؛ بالإضافة إلى ذلك، يتفقر الفرج في الفتيات قبل سن البلوغ إلى شعر العانة، وكل هذه الأمور تجعلُ المهبل أكثر عرضةً للعدوى البكتيرية. تختلف البكتيريا المسؤولة عن الإفرازات المهبلية لدى الفتيات قبل سن البلوغ عن تلك الموجودة في الفئات العمرية الأخرى، حيثُ تشمل العصوانية والهضمونية العقدية وخميرة المبيضات، حيثُ يمكن لها أن تنتفل المستعمرات البكتيرية المهبلية عن طريق الفم أو البراز. من الأسباب الأخرى للإفرازات المهبلية لدى الفتيات قبل سن البلوغ هو وجودُ جسمٍ غريبٍ مثل لعبة أو قطعة من ورق التواليت، ففي حالة وجود جسمٍ غريب، غالبًا ما يكون الإفراز دمويًا أو بنيًا في اللون.

## الهوامش
- «1»: إفراز مَهْبلي[ar 1][ar 2] أو نَجيج مَهبلي[ar 3] (بالإنجليزية: Vaginal discharge)‏

### باللغة الإنجليزية
1. 1 2 3 4 5 6 7 8 9 10 11 12 13 14 15 16  Beckmann، R.B. (2014). Obstetrics and Gynecology (ط. 7th). Baltimore, MD: Lippincott Williams & Wilkins. ص. 260. ISBN:9781451144314.
2. 1 2 3 4 5 6  Hacker، Neville F. (2016). Hacker & Moore's Essentials of Obstetrics and Gynecology (ط. 6th). Philadelphia, PA: Elsevier. ص. 276. ISBN:9781455775583.
3. 1 2 3 4 5 6 7 8 9 10 11 12  Lentz، Gretchen M. (2012). Comprehensive Gynecology (ط. 6th). Philadelphia, PA: Elsevier. ص. 532–533. ISBN:9780323069861.
4. ↑  LeBlond، Richard F. (2015). "Chapter 11". DeGowin's Diagnostic Examination (ط. 10th). McGraw-Hill Education. ISBN:9780071814478.
5. 1 2  Rice، Alexandra (2016). "Vaginal Discharge". Obstetrics, Gynaecology & Reproductive Medicine. ج. 26 ع. 11: 317–323.
6. 1 2 3  Wathne، Bjarne؛ Holst، Elisabeth؛ Hovelius، Birgitta؛ Mårdh، Per-Anders (1 يناير 1994). "Vaginal discharge - comparison of clinical, laboratory and microbiological findings". Acta Obstetricia et Gynecologica Scandinavica. ج. 73 ع. 10: 802–808. DOI:10.3109/00016349409072509. ISSN:0001-6349.
7. 1 2 3 4 5  Hoffman، Barbara؛ Schorge، John؛ Schaffer، Joseph؛ Halvorson، Lisa؛ Bradshaw، Karen؛ Cunningham، F. (12 أبريل 2012). Williams Gynecology, Second Edition. McGraw Hill Professional. ISBN:9780071716727. مؤرشف من الأصل في 2016-06-11.
8. 1 2 3  Adams، Hillard, Paula. Practical pediatric and adolescent gynecology. OCLC:841907353.{{استشهاد بكتاب}}:  صيانة الاستشهاد: أسماء متعددة: قائمة المؤلفين (link)
9. ↑  "Age 25 - Entire Cycle | Beautiful Cervix Project". beautifulcervix.com. 6 ديسمبر 2008. مؤرشف من الأصل في 2019-06-29. اطلع عليه بتاريخ 2016-12-16.
10. 1 2 3 4 5 6  Reed، Beverly G.؛ Carr، Bruce R. (1 يناير 2000). "The Normal Menstrual Cycle and the Control of Ovulation". في De Groot، Leslie J.؛ Chrousos، George؛ Dungan، Kathleen؛ Feingold، Kenneth R.؛ Grossman، Ashley؛ Hershman، Jerome M.؛ Koch، Christian؛ Korbonits، Márta؛ McLachlan، Robert (المحررون). Endotext. South Dartmouth (MA): MDText.com, Inc. PMID:25905282.
11. 1 2 3 4 5  Leonard.، Lowdermilk, Deitra؛ E.، Perry, Shannon (2006-01-01). Maternity nursing. Mosby Elsevier. OCLC:62759362. {{استشهاد بكتاب}}: تحقق من التاريخ في: |سنة= لا يطابق |تاريخ= (مساعدة)صيانة الاستشهاد: أسماء متعددة: قائمة المؤلفين (link)
12. ↑  1918-2006.، Barber, Hugh R. K. (1 يناير 1988). Perimenopausal and geriatric gynecology. Macmillan. OCLC:17227383. {{استشهاد بكتاب}}: الوسيط |الأخير= يحوي أسماء رقمية (مساعدة)صيانة الاستشهاد: أسماء متعددة: قائمة المؤلفين (link) صيانة الاستشهاد: التاريخ والسنة (link)
13. ↑  I.، Sokol, Andrew؛ R.، Sokol, Eric (1 يناير 2007). General gynecology: the requisites in obstetrics and gynecology. Mosby. OCLC:324995697.{{استشهاد بكتاب}}:  صيانة الاستشهاد: أسماء متعددة: قائمة المؤلفين (link) صيانة الاستشهاد: التاريخ والسنة (link)
14. 1 2 3 4  Current diagnosis & treatment: obstetrics & gynecology (ط. 11th). Stamford, Conn.: Appleton & Lange. 2012. ISBN:978-0071638562. {{استشهاد بكتاب}}: Explicit use of et al. in: |الأخير1= (مساعدة)
15. ↑  "CDC - Bacterial Vaginosis Statistics". www.cdc.gov. مؤرشف من الأصل في 2019-06-15. اطلع عليه بتاريخ 2016-12-16.
16. 1 2 3  Keane F، Ison CA، Noble H، Estcourt C (ديسمبر 2006). "Bacterial vaginosis". Sex Transm Infect. 82 Suppl 4: iv16–8. DOI:10.1136/sti.2006.023119. PMC:2563898. PMID:17151045.
17. ↑  "What are the symptoms of bacterial vaginosis?". www.nichd.nih.gov. مؤرشف من الأصل في 2017-12-22.
18. ↑  "STD Facts - Bacterial Vaginosis". www.cdc.gov. 11 يناير 2019. مؤرشف من الأصل في 2019-06-29.
19. ↑  "What causes bacterial vaginosis (BV)?". www.nichd.nih.gov. مؤرشف من الأصل في 2017-11-07.
20. ↑  Oduyebo، Oyinlola O.؛ Anorlu، Rose I.؛ Ogunsola، Folasade T. (2009). "The effects of antimicrobial treatment on bacterial vaginosis in non-pregnant women | Cochrane". Cochrane Database of Systematic Reviews ع. 3: CD006055. DOI:10.1002/14651858.CD006055.pub2. PMID:19588379. مؤرشف من الأصل في 2019-07-02.
21. 1 2 3 4 5 6 7 8 9 10  Usatine R، Smith MA، Mayeaux EJ، Chumley H (23 أبريل 2013). Color Atlas of Family Medicine (ط. 2nd). New York: McGraw Hill. ISBN:978-0071769648.
22. ↑  "Genital / vulvovaginal candidiasis (VVC) | Fungal Diseases | CDC". www.cdc.gov. مؤرشف من الأصل في 2018-08-21. اطلع عليه بتاريخ 2016-12-16.
23. 1 2 3 4 5  Barry L. Hainer؛ Maria V. Gibson (أبريل 2011). "Vaginitis: Diagnosis and Treatment - American Family Physician". American Family Physician. ج. 83 ع. 7: 807–815. مؤرشف من الأصل في 2019-09-27.
24. ↑  "Vulvovaginal Candidiasis - 2015 STD Treatment Guidelines". www.cdc.gov. 11 يناير 2019. مؤرشف من الأصل في 2019-06-15.
25. 1 2  "STD Facts - Trichomoniasis". www.cdc.gov. مؤرشف من الأصل في 2019-07-01. اطلع عليه بتاريخ 2016-12-04.
26. 1 2 3 4 5  Spence، Des؛ Melville، Catriona (1 ديسمبر 2007). "Vaginal discharge". BMJ : British Medical Journal. ج. 335 ع. 7630: 1147–1151. DOI:10.1136/bmj.39378.633287.80. ISSN:0959-8138. PMC:2099568. PMID:18048541.
27. 1 2 3 4  E.، Tintinalli, Judith؛ Stephan.، Stapczynski, J. (1 يناير 2011). Tintinalli's emergency medicine : a comprehensive study guide. McGraw-Hill. OCLC:646388436.{{استشهاد بكتاب}}:  صيانة الاستشهاد: أسماء متعددة: قائمة المؤلفين (link)
28. 1 2 3  Herriot.، Emans, S. Jean؛ R.، Laufer, Marc (1 يناير 2011). Emans, Laufer, Goldstein's pediatric & adolescent gynecology. Wolters Kluwer Health/Lippincott Williams & Wilkins Health. OCLC:751738201.{{استشهاد بكتاب}}:  صيانة الاستشهاد: أسماء متعددة: قائمة المؤلفين (link)
29. ↑  Rome ES (2012). Vulvovaginitis and other common vulvar disorders in children. Endocrine Development. ج. 22. ص. 72–83. DOI:10.1159/000326634. ISBN:978-3-8055-9336-6. PMID:22846522. {{استشهاد بكتاب}}: |صحيفة= تُجوهل (مساعدة)

### باللغة العربيَّة
1. ↑  خليل حسن إبراهيم الحموي العشّاب (2005). الأمراض النسائية وطرق معالجتها بالأعشاب. دار الكتب العلمية. ص. 19. ISBN:9782745128058.
2. ↑  زينب منصور حبيب (2010). معجم الأمراض و علاجها: أول معجم شامل بكل مصطلحات الأمراض المتداولة في العالم و تعريفاتها. دار أسامة للنشر و التوزيع. ص. 385. ISBN:9796500155883.
3. ↑  [أ] محمد هيثم الخياط (2006). المعجم الطبي الموحد: إنكليزي - عربي (بالعربية والإنجليزية) (ط. 4). بيروت: مكتبة لبنان ناشرون، منظمة الصحة العالمية. ص. 632. ISBN:978-9953-33-726-5. OCLC:192108789. QID:Q12193380.
[ب] ميشيل إبراهيم؛ غسان منصور؛ ريتا صياح؛ فادي فرحات (2006). قاموس المصطلحات الطبية: (إنكليزي-عربي)، مع مسرد (فرنسي-إنكليزي) بالتعابير الطبية ذات الجذور المختلفة (بالعربية والإنجليزية) (ط. 1). بيروت: دار الكتب العلمية. ص. 228. ISBN:978-2-7451-5027-1. OCLC:70859660. QID:Q126730603.